# Cheryl Pollak
Cheryl Pollak (* 31. August 1967 in Scottsdale, Arizona, Vereinigte Staaten) ist eine US-amerikanische Schauspielerin, Regisseurin und Produzentin. Ihre bekannteste Rolle spielte sie 1988 an der Seite von Brad Pitt in Dark Side of the Sun.

## Leben und Karriere
Cheryl Pollak wurde in Scottsdale im US-Bundesstaat Arizona geboren und wuchs in Greenville in Texas auf. Sie machte 1985 ihren Abschluss an der Eisenhower High School und startete bald darauf ihre Karriere als Schauspielerin. Vorerst spielte sie die Hauptrolle in einer Reihe von Jordache-Jeans-Werbespots, bevor sie anfing in verschiedenen Filmen und Fernsehsendungen aufzutreten.
1987 gab Pollack ihr Filmdebüt, als sie die Rolle der Darla in dem Film Mein bester Freund ist ein Vampir übernahm. Von nun an folgten größere Filmauftritte und Rollen in Filmen wie Dark Side of the Sun, wo sie neben Brad Pitt in der Hauptrolle die weibliche Hauptrolle der Frances verkörperte. Außerdem wirkte sie in einigen Fernsehserien wie zum Beispiel 21 Jump Street mit.
Seit 1999 ist Cheryl Pollak mit Richard Murphy verheiratet, welcher genau wie sie als Schauspieler arbeitet.

## Filmografie (Auswahl)
- 1987: Roomies (Fernsehserie, 1 Folge)
- 1987: Liebe mit Biß (My Best Friend is a Vampire, Alternativtitel: Mein bester Freund ist ein Vampir)
- 1987: Verabredung mit einem Engel (Date with an Angel)
- 1987: Ohara (Fernsehserie, 1 Folge)
- 1988: Ab heute sind wir makellos (Perfect People, Fernsehfilm)
- 1988: 21 Jump Street – Tatort Klassenzimmer (21 Jump Street, Fernsehserie, 1 Folge)
- 1988: Dark Side of the Sun
- 1989: Night Life
- 1991: For the Very First Time (Fernsehfilm)
- 1992: Bay City Story (Fernsehfilm)
- 1994: Melrose Place (Fernsehserie, 8 Folgen)
- 1998: Betty
- 2002: Time of Fear